# Saprinus subnitescens
Saprinus subnitescens é uma espécie de insetos coleópteros polífagos pertencente à família Histeridae.
A autoridade científica da espécie é Bickhardt, tendo sido descrita no ano de 1909.
Trata-se de uma espécie presente no território português.